# François de Chevert
François de Chevert, né le 2 février 1695 à Verdun et mort le 24 janvier 1769 à Paris, est un général français du règne de Louis XV. 

## Biographie
François de Chevert naît à Verdun qui est à cette époque un des Trois-Évêchés de Lorraine devenus français au XVIIe siècle (Metz, Toul et Verdun). 
Il s'enrôle dans le régiment de Carné comme simple soldat en 1706, il est promu commandant dans le régiment de Beauce à Toul en 1728, puis lieutenant-colonel en 1739. 
Pendant la guerre de Succession d'Autriche (1740-1748), il se distingue lors des campagnes en Bohême, Piémont et Allemagne. À la tête de ses grenadiers, Chevert prend une part décisive dans la prise de Prague par Maurice de Saxe (octobre 1741). L'année suivante, à la fin du siège de Prague par les Autrichiens, il défend la place pendant 18 jours avec seulement 1 800 hommes valides, contre l'armée autrichienne, et ne capitule qu'aux conditions les plus honorables (26 décembre 1742).
Promu brigadier-général, il participe à la campagne du Dauphiné et remporte contre les Piémontais du royaume de Sardaigne la bataille de Pierrelongue (ou bataille de Châteaudauphin) le 19 juillet 1744. Il est alors promu maréchal de camp (général de brigade). 
Au cours de la campagne de Provence, il s'empare de l'Île Sainte-Marguerite, et devient lieutenant-général (général de division) en 1748. 
Pendant la guerre de Sept Ans (1756-1763), il commande l'aile française lors des batailles de Hastenbeck (26 juillet 1757) et de  Lutzelberg (10 octobre 1758).
Au cours de sa longue carrière, Chevert n'a subi qu'un seul revers, à la bataille de Mehr en août 1758 contre le général Philipp von Imhoff (1702-1768). 
Au moment de sa mort, il est gouverneur militaire de Givet et Charlemont.
Il est inhumé à Paris dans l'église Saint-Eustache, où un monument à sa mémoire a été élevé en 1771 grâce à Madame de Vaudoncourt et à l'abbé Gabriel Sébastien Frigot. En 1787, ses ossements ont été transférés aux catacombes de Paris.

## Distinctions
En 1742, il est fait chevalier de Saint-Louis, alors qu'il n'est que  commandant d'un régiment. Il est reçu commandeur de cet ordre en 1754, Grand Croix en 1758.
Il est fait chevalier de l'Aigle Blanc de Pologne en 1758. 

## Hommages
La rue Chevert, dans le 7e arrondissement de Paris, lui est dédiée.
Le quartier Chevert (Escadron de Gendarmerie mobile) de Thionville lui est dédié également.
Une place lui est dédiée à Verdun, sa ville natale.

## Une anecdote
Elle est racontée dans le livre de Théodore-Henri Barrau, Livre de morale pratique ou Choix de préceptes et de beaux exemples destiné à la lecture courante (Hachette, 1852) :
« 25 novembre 1741 : l'armée française assiégeait Prague. De deux côtés, des armées ennemies, supérieures en nombre, s'avançaient contre elle et n'étaient plus qu'à cinq lieues. Elle était perdue si elle ne s'emparait promptement de Prague. Point de retraite à travers des montagnes couvertes de neige, point de vivres, pas une seule forteresse de refuge. Le maréchal de Saxe résolut de donner immédiatement l'assaut pendant la nuit.
Chevert, alors colonel, fut chargé de diriger la véritable attaque, tandis que deux fausses attaques appelaient sur d'autres points les forces des assiégés.
C'est alors qu'eut lieu, entre Chevert et un grenadier intrépide, le sergent Pascal, ce dialogue d'une simplicité héroïque : 

« - Vois-tu cette sentinelle là devant ? 

- Oui, mon colonel. 

- Elle va te dire : qui va là ? ne réponds rien, mais avance. 

- Oui, mon colonel. 

- Elle tirera sur toi et te manquera. 

- Oui, mon colonel. 

- Tue-la, et je suis là pour te défendre. »
Le grenadier s'avance, est manqué par la sentinelle, la tue ; Chevert le suit ; on est sur le rempart ; une porte est enfoncée. Le maréchal entre dans la ville. La garnison met bas les armes. Et cette conquête, qui sauva l'armée française, n'a pas coûté cinquante hommes. »